# Golden Globe Award för bästa film – drama
Förteckning över de filmer som sedan starten 1951 belönats med Golden Globe Award för bästa film - drama. I följande lista är de första, fetmarkerade titlarna på blå bakgrund vinnare, resten är nominerade. Året är det år då filmerna hade premiär.

## 1950-talet
| År   | Film                    | Regi                  | Producent             |
| ---- | ----------------------- | --------------------- | --------------------- |
| 1951 | En plats i solen        | George Stevens        | George Stevens        |
| 1951 | Ny gryning              | Mark Robson           | Robert Buckner        |
| 1951 | Polisstation 21         | William Wyler         | William Wyler         |
| 1951 | Quo Vadis               | Mervyn LeRoy          | Sam Zimbalist         |
| 1951 | Linje Lusta             | Elia Kazan            | Charles K. Feldman    |
| 1952 | Världens största show   | Cecil B. DeMille      | Cecil B. DeMille      |
| 1952 | Come Back, Little Sheba | Daniel Mann           | Hal B. Wallis         |
| 1952 | The Happy Time          | Richard Fleischer     | Earl Fenton           |
| 1952 | Sheriffen               | Fred Zinnemann        | Stanley Kramer        |
| 1952 | The Thief               | Russell Rouse         | Clarence Greene       |
| 1953 | Inga priser utdelade.   | Inga priser utdelade. | Inga priser utdelade. |
| 1954 | Storstadshamn           | Elia Kazan            | Sam Spiegel           |
| 1955 | Öster om Eden           | Elia Kazan            | Elia Kazan            |
| 1956 | Jorden runt på 80 dagar | Michael Anderson      | Kevin McClory         |
| 1956 | Jätten                  | George Stevens        | Henry Ginsberg        |
| 1956 | Lust for Life           | Vincente Minnelli     | John Houseman         |
| 1956 | Regnmakaren             | Joseph Anthony        | Hal B. Wallis         |
| 1956 | Krig och fred           | King Vidor            | Dino De Laurentiis    |
| 1957 | Bron över floden Kwai   | David Lean            | Sam Spiegel           |
| 1957 | 12 edsvurna män         | Sidney Lumet          | Henry Fonda           |
| 1957 | En handfull snö         | Fred Zinnemann        | Buddy Adler           |
| 1957 | Sayonara                | Joshua Logan          | William Goetz         |
| 1957 | Åklagarens vittne       | Billy Wilder          | Arthur Hornblow Jr.   |
| 1958 | Kedjan                  | Stanley Kramer        | Stanley Kramer        |
| 1958 | Katt på hett plåttak    | Richard Brooks        | Lawrence Weingarten   |
| 1958 | Home Before Dark        | Mervyn LeRoy          | Mervyn LeRoy          |
| 1958 | Jag vill leva           | Robert Wise           | Claude Miller         |
| 1958 | Vid skilda bord         | Delbert Mann          | Harold Hecht          |
| 1959 | Ben-Hur                 | William Wyler         | Sam Zimbalist         |
| 1959 | Analys av ett mord      | Otto Preminger        | Otto Preminger        |
| 1959 | Anne Franks dagbok      | George Stevens        | George Stevens        |
| 1959 | Nunnan                  | Fred Zinnemann        | Henry Blanke          |
| 1959 | På stranden             | Stanley Kramer        | Stanley Kramer        |

## 1960-talet
| År   | Film                            | Regi                 | Producent          |
| ---- | ------------------------------- | -------------------- | ------------------ |
| 1960 | Spartacus                       | Stanley Kubrick      | Kirk Douglas       |
| 1960 | Elmer Gantry                    | Richard Brooks       | Bernard Smith      |
| 1960 | Vad vinden sår                  | Stanley Kramer       | Stanley Kramer     |
| 1960 | Söner och älskare               | Jack Cardiff         | Jerry Wald         |
| 1960 | Sunrise at Campobello           | Vincent J. Donehue   | Dore Schary        |
| 1961 | Kanonerna på Navarone           | J. Lee Thompson      | Carl Foreman       |
| 1961 | El Cid                          | Anthony Mann         | Samuel Bronston    |
| 1961 | Fanny                           | Joshua Logan         | Ben Kadish         |
| 1961 | Dom i Nürnberg                  | Stanley Kramer       | Stanley Kramer     |
| 1961 | Feber i blodet                  | Elia Kazan           | Elia Kazan         |
| 1962 | Lawrence av Arabien             | David Lean           | Sam Spiegel        |
| 1962 | Dr. Chapmans rapport            | George Cukor         | Darryl F. Zanuck   |
| 1962 | Dagen efter rosorna             | Blake Edwards        | Martin Manulis     |
| 1962 | Freud                           | John Huston          | Wolfgang Reinhardt |
| 1962 | Ung mans äventyr                | Martin Ritt          | Jerry Wald         |
| 1962 | Lisa                            | Philip Dunne         | Mark Robson        |
| 1962 | Den längsta dagen               | Ken Annakin          | Darryl F. Zanuck   |
| 1962 | Miraklet                        | Arthur Penn          | Fred Coe           |
| 1962 | Myteriet på Bounty              | Lewis Milestone      | Aaron Rosenberg    |
| 1962 | Skuggor över södern             | Robert Mulligan      | Alan J. Pakula     |
| 1963 | Kardinalen                      | Otto Preminger       | Martin C. Schute   |
| 1963 | Amerika, Amerika                | Elia Kazan           | Elia Kazan         |
| 1963 | Osynlig fiende                  | David Miller         | Robert Arthur      |
| 1963 | Inspärrad                       | Hall Bartlett        | Hall Bartlett      |
| 1963 | Cleopatra                       | Joseph L. Mankiewicz | Walter Wanger      |
| 1963 | Den stora flykten               | John Sturges         | John Sturges       |
| 1963 | Vildast av dem alla             | Martin Ritt          | Irving Ravetch     |
| 1963 | Liljorna på marken              | Ralph Nelson         | Ralph Nelson       |
| 1963 | Skuggor över södern             | Robert Mulligan      | Alan J. Pakula     |
| 1964 | Becket                          | Peter Glenville      | Hal B. Wallis      |
| 1964 | Zorba                           | Michael Cacoyannis   | Michael Cacoyannis |
| 1964 | Det dolda brottet               | Ronald Neame         | Ross Hunter        |
| 1964 | Dear Heart                      | Delbert Mann         | Martin Manulis     |
| 1964 | Iguanans natt                   | John Huston          | John Huston        |
| 1965 | Doktor Zjivago                  | David Lean           | Arvid Griffen      |
| 1965 | Samlaren                        | William Wyler        | Jud Kinberg        |
| 1965 | Flykten från öknen              | Robert Aldrich       | Robert Aldrich     |
| 1965 | En strimma solsken              | Guy Green            | Guy Green          |
| 1965 | Narrskeppet                     | Stanley Kramer       | Stanley Kramer     |
| 1966 | En man för alla tider           | Fred Zinnemann       | Fred Zinnemann     |
| 1966 | Född fri – Lejonet Elsa         | James H. Hill        | Sam Jaffe          |
| 1966 | De professionella               | Richard Brooks       | Richard Brooks     |
| 1966 | Kanonbåten San Pablo            | Robert Wise          | Robert Wise        |
| 1966 | Vem är rädd för Virginia Woolf? | Mike Nichols         | Ernest Lehman      |
| 1967 | I nattens hetta                 | Norman Jewison       | Walter Mirisch     |
| 1967 | Bonnie och Clyde                | Arthur Penn          | Warren Beatty      |
| 1967 | Fjärran från vimlets yra        | John Schlesinger     | Joseph Janni       |
| 1967 | Gissa vem som kommer på middag  | Stanley Kramer       | George Glass       |
| 1967 | Med kallt blod                  | Richard Brooks       | Richard Brooks     |
| 1968 | Så tuktas ett lejon             | Anthony Harvey       | Martin Poll        |
| 1968 | Charly                          | Ralph Nelson         | Ralph Nelson       |
| 1968 | Fixaren                         | John Frankenheimer   | Edward Lewis       |
| 1968 | Hjärtats ensamhet               | Robert Ellis Miller  | Joel Freeman       |
| 1968 | Fiskarens skor                  | Michael Anderson     | George Englund     |
| 1969 | Tusen dagarnas drottning        | Charles Jarrott      | Hal B. Wallis      |
| 1969 | Butch Cassidy och Sundance Kid  | George Roy Hill      | John Foreman       |
| 1969 | Midnight Cowboy                 | John Schlesinger     | Jerome Hellman     |
| 1969 | Miss Brodies bästa år           | Ronald Neame         | James Cresson      |
| 1969 | När man skjuter hästar så...    | Sydney Pollack       | Robert Chartoff    |

## 1970-talet
| År   | Film                                     | Regi                  | Producent                         |
| ---- | ---------------------------------------- | --------------------- | --------------------------------- |
| 1970 | Love Story                               | Arthur Hiller         | Howard G. Minsky                  |
| 1970 | Airport - flygplatsen                    | George Seaton         | Ross Hunter                       |
| 1970 | Five Easy Pieces                         | Bob Rafelson          | Robert Daley                      |
| 1970 | Jag sjöng aldrig för min far             | Gilbert Cates         | Gilbert Cates                     |
| 1970 | Patton – Pansargeneralen                 | Franklin J. Schaffner | Frank Caffey                      |
| 1971 | French Connection - Lagens våldsamma män | William Friedkin      | Philip D'Antoni                   |
| 1971 | A Clockwork Orange                       | Stanley Kubrick       | Si Litvinoff                      |
| 1971 | Den sista föreställningen                | Peter Bogdanovich     | Stephen J. Friedman               |
| 1971 | Maria Stuart - drottning av Skottland    | Charles Jarrott       | Hal B. Wallis                     |
| 1971 | Sommaren '42                             | Robert Mulligan       | Richard A. Roth                   |
| 1972 | Gudfadern                                | Francis Ford Coppola  | Albert S. Ruddy                   |
| 1972 | Den sista färden                         | John Boorman          | John Boorman                      |
| 1972 | Frenzy                                   | Alfred Hitchcock      | William Hill                      |
| 1972 | SOS Poseidon                             | Ronald Neame          | Irwin Allen                       |
| 1972 | Sleuth - spårhunden                      | Joseph L. Mankiewicz  | Morton Gottlieb                   |
| 1973 | Exorcisten                               | William Friedkin      | William Peter Blatty              |
| 1973 | Sjömannen och gatflickan                 | Mark Rydell           | Mark Rydell                       |
| 1973 | Schakalen                                | Fred Zinnemann        | John Woolf                        |
| 1973 | Save the Tiger                           | John G. Avildsen      | Edward S. Feldman                 |
| 1973 | Serpico                                  | Sidney Lumet          | Dino De Laurentiis                |
| 1973 | Sista tangon i Paris                     | Bernardo Bertolucci   | Alberto Grimaldi                  |
| 1974 | Chinatown                                | Roman Polanski        | Robert Evans                      |
| 1974 | Avlyssningen                             | Francis Ford Coppola  | Francis Ford Coppola              |
| 1974 | Jordbävningen                            | Mark Robson           | Mark Robson                       |
| 1974 | Gudfadern del II                         | Francis Ford Coppola  | Francis Ford Coppola              |
| 1974 | En kvinna under påverkan                 | John Cassavetes       | Sam Shaw                          |
| 1975 | Gökboet                                  | Miloš Forman          | Michael Douglas                   |
| 1975 | Barry Lyndon                             | Stanley Kubrick       | Stanley Kubrick                   |
| 1975 | En satans eftermiddag                    | Sidney Lumet          | Martin Bregman                    |
| 1975 | Hajen                                    | Steven Spielberg      | David Brown                       |
| 1975 | Nashville                                | Robert Altman         | Robert Altman                     |
| 1976 | Rocky                                    | John G. Avildsen      | Robert Chartoff och Irwin Winkler |
| 1976 | Alla presidentens män                    | Alan J. Pakula        | Walter Coblenz                    |
| 1976 | Woody Guthrie - lyckans land             | Hal Ashby             | Robert F. Blumofe                 |
| 1976 | Network                                  | Sidney Lumet          | Howard Gottfried                  |
| 1976 | De fördömdas resa                        | Stuart Rosenberg      | Robert Fryer                      |
| 1977 | Vändpunkten                              | Herbert Ross          | Arthur Laurents                   |
| 1977 | Närkontakt av tredje graden              | Steven Spielberg      | Julia Phillips                    |
| 1977 | Ingen dans på rosor                      | Anthony Page          | Daniel H. Blatt                   |
| 1977 | Julia                                    | Fred Zinnemann        | Richard A. Roth                   |
| 1977 | Stjärnornas krig                         | George Lucas          | George Lucas                      |
| 1978 | Midnight Express                         | Alan Parker           | Alan Marshall                     |
| 1978 | Hemkomsten                               | Hal Ashby             | Robert C. Jones                   |
| 1978 | Himmelska dagar                          | Terrence Malick       | Bert Schneider                    |
| 1978 | The Deer Hunter                          | Michael Cimino        | Barry Spikings                    |
| 1978 | En fri kvinna                            | Paul Mazursky         | Paul Mazursky                     |
| 1979 | Kramer mot Kramer                        | Robert Benton         | Stanley R. Jaffe                  |
| 1979 | Apocalypse                               | Francis Ford Coppola  | Francis Ford Coppola              |
| 1979 | Kinasyndromet                            | James Bridges         | Michael Douglas                   |
| 1979 | Manhattan                                | Woody Allen           | Charles H. Joffe                  |
| 1979 | Norma Rae                                | Martin Ritt           | Alexandra Rose                    |

## 1980-talet
| År   | Film                           | Regi                 | Producent            |
| ---- | ------------------------------ | -------------------- | -------------------- |
| 1980 | En familj som andra            | Robert Redford       | Ronald L. Schwary    |
| 1980 | Elefantmannen                  | David Lynch          | Jonathan Sanger      |
| 1980 | The Ninth Configuration        | William Peter Blatty | William Peter Blatty |
| 1980 | Tjuren från Bronx              | Martin Scorsese      | Robert Chartoff      |
| 1980 | Stuntmannen                    | Richard Rush         | Richard Rush         |
| 1981 | Sista sommaren                 | Mark Rydell          | Bruce Gilbert        |
| 1981 | Den franske löjtnantens kvinna | Karel Reisz          | Leon Clore           |
| 1981 | Prince of the City             | Sidney Lumet         | Sidney Lumet         |
| 1981 | Ragtime                        | Miloš Forman         | Dino De Laurentiis   |
| 1981 | Reds                           | Warren Beatty        | Warren Beatty        |
| 1982 | E.T. the Extra-Terrestrial     | Steven Spielberg     | Steven Spielberg     |
| 1982 | Försvunnen                     | Costa-Gavras         | Edward Lewis         |
| 1982 | En officer och gentleman       | Taylor Hackford      | Martin Elfand        |
| 1982 | Sophies val                    | Alan J. Pakula       | Alan J. Pakula       |
| 1982 | Domslutet                      | Sidney Lumet         | David Brown          |
| 1983 | Ömhetsbevis                    | James L. Brooks      | James L. Brooks      |
| 1983 | Reuben, Reuben                 | Robert Ellis Miller  | Julius J. Epstein    |
| 1983 | Rätta virket                   | Philip Kaufman       | Irwin Winkler        |
| 1983 | Silkwood                       | Mike Nichols         | Alice Arlen          |
| 1983 | På nåd och onåd                | Bruce Beresford      | Philip Hobel         |
| 1984 | Amadeus                        | Miloš Forman         | Saul Zaentz          |
| 1984 | The Cotton Club                | Francis Ford Coppola | Robert Evans         |
| 1984 | Dödens fält                    | Roland Joffé         | David Puttnam        |
| 1984 | En plats i mitt hjärta         | Robert Benton        | Robert Benton        |
| 1984 | En soldats historia            | Norman Jewison       | Norman Jewison       |
| 1985 | Mitt Afrika                    | Sydney Pollack       | Sydney Pollack       |
| 1985 | Purpurfärgen                   | Steven Spielberg     | Steven Spielberg     |
| 1985 | Spindelkvinnans kyss           | Hector Babenco       | David Weisman        |
| 1985 | Runaway Train                  | Andrei Konchalovsky  | Richard Garcia       |
| 1985 | Vittne till mord               | Peter Weir           | Edward Feldman       |
| 1986 | Plutonen                       | Oliver Stone         | Arnold Kopelson      |
| 1986 | Bortom alla ord                | Randa Haines         | Chris Bender         |
| 1986 | The Mission                    | Roland Joffé         | Fernando Ghia        |
| 1986 | Mona Lisa                      | Neil Jordan          | Stephen Woolley      |
| 1986 | Ett rum med utsikt             | James Ivory          | Ismail Merchant      |
| 1986 | Stand By Me                    | Rob Reiner           | Bruce A. Evans       |
| 1987 | Den siste kejsaren             | Bernardo Bertolucci  | Jeremy Thomas        |
| 1987 | Ett rop på frihet              | Richard Attenborough | Richard Attenborough |
| 1987 | Solens rike                    | Steven Spielberg     | Kathleen Kennedy     |
| 1987 | Farlig förbindelse             | Adrian Lyne          | Stanley R. Jaffe     |
| 1987 | La Bamba                       | Luis Valdez          | Stuart Benjamin      |
| 1987 | Berättelsen om Claudia         | Martin Ritt          | Teri Schwartz        |
| 1988 | Rain Man                       | Barry Levinson       | Mark Johnson         |
| 1988 | Den tillfällige turisten       | Lawrence Kasdan      | Phyllis Carlyle      |
| 1988 | Ett skrik i mörkret            | Fred Schepisi        | Yoram Globus         |
| 1988 | De dimhöljda bergens gorillor  | Michael Apted        | Peter Guber          |
| 1988 | Mississippi brinner            | Alan Parker          | Robert F. Colesberry |
| 1988 | Flykt utan mål                 | Sidney Lumet         | Griffin Dunne        |
| 1988 | Varats olidliga lätthet        | Philip Kaufman       | Bertil Ohlsson       |
| 1989 | Född den fjärde juli           | Oliver Stone         | A. Kitman Ho         |
| 1989 | Små och stora brott            | Woody Allen          | Charles H Joffe      |
| 1989 | Döda poeters sällskap          | Peter Weir           | Paul Junger Witt     |
| 1989 | Do the Right Thing             | Spike Lee            | Spike Lee            |
| 1989 | Ärans män                      | Edward Zwick         | Freddie Fields       |

## 1990-talet
| År   | Film                             | Regi                 | Producent               |
| ---- | -------------------------------- | -------------------- | ----------------------- |
| 1990 | Dansar med vargar                | Kevin Costner        | Jim Wilson              |
| 1990 | Avalon                           | Barry Levinson       | Mark Johnson            |
| 1990 | Gudfadern del III                | Francis Ford Coppola | Francis Ford Coppola    |
| 1990 | Maffiabröder                     | Martin Scorsese      | Irwin Winkler           |
| 1990 | Mysteriet von Bülow              | Barbet Schroeder     | Edward R. Pressman      |
| 1991 | Bugsy                            | Barry Levinson       | Warren Beatty           |
| 1991 | JFK                              | Oliver Stone         | Arnon Milchan           |
| 1991 | Tidvattnets furste               | Barbra Streisand     | Andrew S. Karsch        |
| 1991 | När lammen tystnar               | Jonathan Demme       | Kenneth Utt             |
| 1991 | Thelma & Louise                  | Ridley Scott         | Mimi Polk Gitlin        |
| 1992 | En kvinnas doft                  | Martin Brest         | Ovidio G. Assonitis     |
| 1992 | The Crying Game                  | Neil Jordan          | Stephen Woolley         |
| 1992 | På heder och samvete             | Rob Reiner           | David Brown             |
| 1992 | Howards End                      | James Ivory          | Ismail Merchant         |
| 1992 | De skoningslösa                  | Clint Eastwood       | Clint Eastwood          |
| 1993 | Schindler's List                 | Steven Spielberg     | Steven Spielberg        |
| 1993 | Oskuldens tid                    | Martin Scorsese      | Barbara De Fina         |
| 1993 | I faderns namn                   | Jim Sheridan         | Jim Sheridan            |
| 1993 | Pianot                           | Jane Campion         | Jan Chapman             |
| 1993 | Återstoden av dagen              | James Ivory          | Ismail Merchant         |
| 1994 | Forrest Gump                     | Robert Zemeckis      | Wendy Finerman          |
| 1994 | Höstlegender                     | Edward Zwick         | Marshall Herskovitz     |
| 1994 | Nell                             | Michael Apted        | Jodie Foster            |
| 1994 | Pulp Fiction                     | Quentin Tarantino    | Lawrence Bender         |
| 1994 | Quiz Show                        | Robert Redford       | Robert Redford          |
| 1995 | Förnuft och känsla               | Ang Lee              | Laurie Borg             |
| 1995 | Apollo 13                        | Ron Howard           | Brian Grazer            |
| 1995 | Braveheart                       | Mel Gibson           | Mel Gibson              |
| 1995 | Broarna i Madison County         | Clint Eastwood       | Clint Eastwood          |
| 1995 | Leaving Las Vegas                | Mike Figgis          | Lila Cazès              |
| 1996 | Den engelske patienten           | Anthony Minghella    | Saul Zaentz             |
| 1996 | Breaking the Waves               | Lars von Trier       | Peter Aalbæk Jensen     |
| 1996 | Larry Flynt - skandalernas man   | Miloš Forman         | Oliver Stone            |
| 1996 | Hemligheter och lögner           | Mike Leigh           | Simon Channing-Williams |
| 1996 | Shine                            | Scott Hicks          | Jane Scott              |
| 1997 | Titanic                          | James Cameron        | Jon Landau              |
| 1997 | Amistad                          | Steven Spielberg     | Debbie Allen            |
| 1997 | The Boxer                        | Jim Sheridan         | Arthur Lappin           |
| 1997 | Good Will Hunting                | Gus Van Sant         | Lawrence Bender         |
| 1997 | L.A. konfidentiellt              | Curtis Hanson        | Curtis Hanson           |
| 1998 | Rädda menige Ryan                | Steven Spielberg     | Steven Spielberg        |
| 1998 | Elizabeth                        | Shekhar Kapur        | Tim Bevan               |
| 1998 | Gods and Monsters                | Bill Condon          | Paul Colichman          |
| 1998 | Mannen som kunde tala med hästar | Robert Redford       | Patrick Markey          |
| 1998 | The Truman Show                  | Peter Weir           | Edward S. Feldman       |
| 1999 | American Beauty                  | Sam Mendes           | Bruce Cohen             |
| 1999 | Slutet på historien              | Neil Jordan          | Neil Jordan             |
| 1999 | The Hurricane                    | Norman Jewison       | Armyan Bernstein        |
| 1999 | Insider                          | Michael Mann         | Pieter Jan Brugge       |
| 1999 | The Talented Mr. Ripley          | Anthony Minghella    | William Horberg         |

## 2000-talet
| År   | Film                                        | Regi                        | Producent |
| ---- | ------------------------------------------- | --------------------------- | --- |
| 2000 | Gladiator                                   | Ridley Scott                | Douglas Wick |
| 2000 | Billy Elliot                                | Stephen Daldry              | Charles Brand |
| 2000 | Erin Brockovich                             | Steven Soderbergh           | Danny DeVito |
| 2000 | Sunshine                                    | István Szabó                | András Hámori |
| 2000 | Traffic                                     | Steven Soderbergh           | Edward Zwick |
| 2000 | Wonder Boys                                 | Curtis Hanson               | Curtis Hanson |
| 2001 | A Beautiful Mind                            | Ron Howard                  | Brian Grazer |
| 2001 | In the Bedroom                              | Todd Field                  | Todd Field |
| 2001 | Sagan om ringen                             | Peter Jackson               | Peter Jackson |
| 2001 | The Man Who Wasn't There                    | Joel Coen                   | Ethan Coen |
| 2001 | Mulholland Drive                            | David Lynch                 | Pierre Edelman |
| 2002 | Timmarna                                    | Stephen Daldry              | Mark Huffam |
| 2002 | About Schmidt                               | Alexander Payne             | Michael Besman |
| 2002 | Gangs of New York                           | Martin Scorsese             | Alberto Grimaldi |
| 2002 | Sagan om de två tornen                      | Peter Jackson               | Peter Jackson |
| 2002 | The Pianist                                 | Roman Polanski              | Roman Polanski |
| 2003 | Sagan om konungens återkomst                | Peter Jackson               | Peter Jackson |
| 2003 | Åter till Cold Mountain                     | Anthony Minghella           | Albert Berger |
| 2003 | Master and Commander - Bortom världens ände | Peter Weir                  | Peter Weir |
| 2003 | Mystic River                                | Clint Eastwood              | Robert Lorenz |
| 2003 | Seabiscuit                                  | Gary Ross                   | Kathleen Kennedy |
| 2004 | The Aviator                                 | Martin Scorsese             | Michael Mann |
| 2004 | Closer                                      | Mike Nichols                | Patrick Marber |
| 2004 | Finding Neverland                           | Marc Forster                | Richard N. Gladstein |
| 2004 | Hotell Rwanda                               | Terry George                | Terry George |
| 2004 | Kinsey                                      | Bill Condon                 | Gail Mutrux |
| 2004 | Million Dollar Baby                         | Clint Eastwood              | Clint Eastwood |
| 2005 | Brokeback Mountain                          | Ang Lee                     | Diana Ossana |
| 2005 | The Constant Gardener                       | Fernando Meirelles          | Simon Channing-Williams |
| 2005 | Good Night, and Good Luck.                  | George Clooney              | Grant Heslov |
| 2005 | A History of Violence                       | David Cronenberg            | Chris Bender |
| 2005 | Match Point                                 | Woody Allen                 | Letty Aronson |
| 2006 | Babel                                       | Alejandro González Iñárritu | Steve Golin |
| 2006 | Bobby                                       | Emilio Estevez              | Anthony Hopkins |
| 2006 | The Departed                                | Martin Scorsese             | Brad Grey |
| 2006 | Little Children                             | Todd Field                  | Albert Berger |
| 2006 | The Queen                                   | Stephen Frears              | François Ivernel |
| 2007 | Försoning                                   | Joe Wright                  | Tim Bevan |
| 2007 | American Gangster                           | Ridley Scott                | Brian Grazer |
| 2007 | Eastern Promises                            | David Cronenberg            | Paul Webster |
| 2007 | The Great Debaters                          | Denzel Washington           | Oprah Winfrey |
| 2007 | Michael Clayton                             | Tony Gilroy                 | Sydney Pollack |
| 2007 | No Country for Old Men                      | Joel Coen och Ethan Coen    | Joel Coen, Ethan Coen och Scott Rudin                                                                                             |
| 2007 | There Will Be Blood                         | Paul Thomas Anderson        | Paul Thomas Anderson |
| 2008 | Slumdog Millionaire                         | Danny Boyle                 | Christian Colson |
| 2008 | Benjamin Buttons otroliga liv               | David Fincher               | Kathleen Kennedy, Frank Marshall, Ray Stark                                                                                       |
| 2008 | Frost/Nixon                                 | Ron Howard                  | Tim Bevan, Eric Fellner, Brian Grazer, Ron Howard                                                                                 |
| 2008 | The Reader                                  | Stephen Daldry              | Anthony Minghella, Sydney Pollack, Scott Rudin                                                                                    |
| 2008 | Revolutionary Road                          | Sam Mendes                  | Bobby Cohen, Sam Mendes, Scott Rudin                                                                                              |
| 2009 | Avatar                                      | James Cameron               | James Cameron, Jon Landau |
| 2009 | The Hurt Locker                             | Kathryn Bigelow             | Kathryn Bigelow, Mark Boal, Nicolas Chartier, Tony Mark, Donall McCusker, Greg Shapiro                                            |
| 2009 | Inglourious Basterds                        | Quentin Tarantino           | Lawrence Bender |
| 2009 | Precious                                    | Lee Daniels                 | Lisa Cortes, Sarah Siegel-Magness, Valerie Hoffman, Asger Hussain, Gary Magness, Mark G. Magges, Berrgen Swason, Simone Sheffield |
| 2009 | Up in the Air                               | Jason Reitman               | Daniel Dubiecki, Jeffrey Clifford, Ivan Reitman, Jason Reitman                                                                    |

## 2010-talet
| År   | Film                                      | Regi                        | Producent |
| ---- | ----------------------------------------- | --------------------------- | --- |
| 2010 | Social Network                            | David Fincher               | David Fincher, Scott Rudin, Dana Brunetti, Michael De Luca, Ceán Chaffin                                                                                        |
| 2010 | Black Swan                                | Darren Aronofsky            | Mike Medavoy, Scott Franklin, Arnold Messer, Brian Oliver |
| 2010 | The Fighter                               | David O. Russell            | David Hoberman, Todd Lieberman, Ryan Kavanaugh, Mark Wahlberg, Dorothy Aufiero, Paul Tamasy                                                                     |
| 2010 | Inception                                 | Christopher Nolan           | Christopher Nolan, Emma Thomas |
| 2010 | The King's Speech                         | Tom Hooper                  | Iain Canning, Emile Sherman, Gareth Unwin, Geoffrey Rush |
| 2011 | The Descendants                           | Alexander Payne             | Jim Burke, Alexander Payne, Jim Taylor |
| 2011 | Niceville                                 | Tate Taylor                 | Chris Columbus, Michael Barnathan, Brunson Green |
| 2011 | Hugo Cabret                               | Martin Scorsese             | Johnny Depp, Timothy Headington, Graham King, Martin Scorsese                                                                                                   |
| 2011 | Maktens män                               | George Clooney              | George Clooney, Grant Heslov, Brian Oliver |
| 2011 | Moneyball                                 | Bennett Miller              | Michael De Luca, Rachael Horovitz, Brad Pitt |
| 2011 | War Horse                                 | Steven Spielberg            | Steven Spielberg, Kathleen Kennedy |
| 2012 | Argo                                      | Ben Affleck                 | Grant Heslov, Ben Affleck, George Clooney |
| 2012 | Django Unchained                          | Quentin Tarantino           | Stacey Sher, Reginald Hudlin, Pilar Savone |
| 2012 | Berättelsen om Pi                         | Ang Lee                     | Ang Lee, Gil Netter, David Womarck |
| 2012 | Lincoln                                   | Steven Spielberg            | Steven Spielberg, Kathleen Kennedy |
| 2012 | Zero Dark Thirty                          | Kathryn Bigelow             | Kathryn Bigelow, Colin Wilson, Greg Shapiro, Ted Schipper, Megan Ellison                                                                                        |
| 2013 | 12 Years a Slave                          | Steve McQueen               | Brad Pitt, Dede Gardner, Jeremy Kleiner, Bill Pohlad, Steve McQueen, Arnon Milchan, Anthony Katagas                                                             |
| 2013 | Captain Phillips                          | Paul Greengrass             | Michael De Luca, Dana Brunetti, Scott Rudin |
| 2013 | Gravity                                   | Alfonso Cuarón              | Alfonso Cuarón och David Heyman |
| 2013 | Philomena                                 | Stephen Frears              | Gabrielle Tan, Steve Coogan, Tracey Seaward |
| 2013 | Rush                                      | Ron Howard                  | Andrew Eaton, Eric Fellner, Brian Oliver, Peter Morgan, Brian Grazer, Ron Howard                                                                                |
| 2014 | Boyhood                                   | Richard Linklater           | Richard Linklater, Cathleen Sutherland, Jonathan Sehring, John Sloss                                                                                            |
| 2014 | Foxcatcher                                | Bennett Miller              | Bennett Miller, Megan Ellison, Jon Kilik, Anthony Bregman |
| 2014 | The Imitation Game                        | Morten Tyldum               | Nora Grossman, Ido Ostrowsky, Teddy Schwarzman |
| 2014 | Selma                                     | Ava DuVernay                | Dede Gardner, Jeremy Kleiner, Christian Colson, Oprah Winfrey                                                                                                   |
| 2014 | The Theory of Everything                  | James Marsh                 | Tim Bevan, Eric Fellner, Lisa Bruce, Anthony McCarten |
| 2015 | The Revenant                              | Alejandro González Iñárritu | Steve Golin, Alejandro G. Iñárritu, Arnon Milchan, Mary Parent, Keith Redmon                                                                                    |
| 2015 | Carol                                     | Todd Haynes                 | Elizabeth Karlsen, Christine Vachon, Stephen Woolley |
| 2015 | Mad Max: Fury Road                        | George Miller               | Doug Mitchell, George Miller, P. J. Voeten |
| 2015 | Room                                      | Lenny Abrahamson            | Ed Guiney, David Gross |
| 2015 | Spotlight                                 | Tom McCarthy                | Steve Golin, Blye Pagon Faust, Nicole Rocklin, Michael Sugar |
| 2016 | Moonlight                                 | Barry Jenkins               | Dede Gardner, Jeremy Kleiner, Adele Romanski |
| 2016 | Hacksaw Ridge                             | Mel Gibson                  | Terry Benedict, Paul Currie, Bruce Davey, William D. Johnson, Bill Mechanic, Brian Oliver, David Permut                                                         |
| 2016 | Hell or High Water                        | David Mackenzie             | Peter Berg, Carla Hacken, Sidney Kimmel, Gigi Pritzker, Rachel Shane, Julie Yorn                                                                                |
| 2016 | Lion                                      | Garth Davis                 | Iain Canning, Angie Fielder, Emile Sherman |
| 2016 | Manchester by the Sea                     | Kenneth Lonergan            | Lauren Beck, Matt Damon, Chris Moore, Kimberly Steward, Kevin J. Walsh                                                                                          |
| 2017 | Three Billboards Outside Ebbing, Missouri | Martin McDonagh             | Graham Broadbent, Pete Czernin, Martin McDonagh |
| 2017 | Call Me by Your Name                      | Luca Guadagnino             | Peter Spears, Luca Guadagnino, Emilie Georges, Rodrigo Teixeira, Marco Morabito, James Ivory, Howard Rosenman                                                   |
| 2017 | Dunkirk                                   | Christopher Nolan           | Christopher Nolan och Emma Thomas |
| 2017 | The Post                                  | Steven Spielberg            | Steven Spielberg, Kristie Macosko Krieger, Amy Pascal |
| 2017 | The Shape of Water                        | Guillermo del Toro          | Guillermo del Toro och J. Miles Dale |
| 2018 | Bohemian Rhapsody                         | Bryan Singer                | Graham King och Jim Beach |
| 2018 | Black Panther                             | Ryan Coogler                | Kevin Feige |
| 2018 | BlacKkKlansman                            | Spike Lee                   | Sean McKittrick, Jason Blum, Raymond Mansfield, Shaun Redick, Jordan Peele, Spike Lee                                                                           |
| 2018 | If Beale Street Could Talk                | Barry Jenkins               | Adele Romanski, Sara Murphy, Barry Jenkins, Dede Gardner, Jeremy Kleiner                                                                                        |
| 2018 | A Star Is Born                            | Bradley Cooper              | Bill Gerber, Bradley Cooper, Lynette Howell Taylor |
| 2019 | 1917                                      | Sam Mendes                  | Sam Mendes, Pippa Harris, Jayne-Ann Tenggren, Callum McDougall, och Brian Oliver                                                                                |
| 2019 | The Irishman                              | Martin Scorsese             | Martin Scorsese, Robert De Niro, Jane Rosenthal, Emma Tillinger Koskoff, Irwin Winkler, Gerald Chamales, Gastón Pavlovich, Randall Emmett, Gabriele Israilovici |
| 2019 | Joker                                     | Todd Phillips               | Todd Phillips, Bradley Cooper, Emma Tillinger Koskoff |
| 2019 | Marriage Story                            | Noah Baumbach               | David Heyman, Noah Baumbach |
| 2019 | The Two Popes                             | Fernando Meirelles          | Dan Lin, Jonathan Eirich, Tracey Seaward |

## 2020-talet
| År   | Film                       | Regi                  | Producent                                                                               |
| ---- | -------------------------- | --------------------- | --------------------------------------------------------------------------------------- |
| 2020 | Nomadland                  | Chloé Zhao            | Frances McDormand, Peter Spears, Mollye Asher, Dan Janvey, Chloé Zhao                   |
| 2020 | The Father                 | Florian Zeller        | David Parfitt, Jean-Louis Livi, Philippe Carcassonne, Christophe Spardone, Simon Friend |
| 2020 | Mank                       | David Fincher         | Ceán Chaffin, Eric Roth, Douglas Urbanski                                               |
| 2020 | Promising Young Woman      | Emerald Fennell       | Margot Robbie, Josey McNamara, Tom Ackerley, Ben Browning, Ashley Fox, Emerald Fennell  |
| 2020 | The Trial of the Chicago 7 | Aaron Sorkin          | Stuart M. Besser, Matt Jackson, Marc Platt, Tyler Thompson                              |
| 2021 | The Power of the Dog       | Jane Campion          | Emile Sherman, Iain Canning, Roger Frappier, Jane Campion, Tanya Seghatchian            |
| 2021 | Belfast                    | Kenneth Branagh       | Laura Berwick, Kenneth Branagh, Becca Kovacik, Tamar Thomas                             |
| 2021 | CODA                       | Sian Heder            | Fabrice Gianfermi, Philippe Rousselet, Jerôme Seydoux, Patrick Wachsberger              |
| 2021 | Dune                       | Denis Villeneuve      | Mary Parent, Denis Villeneuve, Cale Boyter, Joe Caracciolo Jr.                          |
| 2021 | King Richard               | Reinaldo Marcus Green | Tim White, Trevor White, Will Smith                                                     |
| 2022 | The Fabelmans              | Steven Spielberg      | Kristie Macosko Krieger, Steven Spielberg, Tony Kushner                                 |
| 2022 | Avatar: The Way of Water   | James Cameron         | James Cameron, Jon Landau                                                               |
| 2022 | Elvis                      | Baz Luhrmann          | Baz Luhrmann, Catherine Martin, Gail Berman, Patrick McCormick, Schuyler Weiss          |
| 2022 | Tár                        | Todd Field            | Todd Field, Alexandra Milchan, Scott Lambert                                            |
| 2022 | Top Gun: Maverick          | Joseph Kosinski       | Jerry Bruckheimer, Tom Cruise, Christopher McQuarrie, David Ellison                     |